# 菅原正 (イラストレーター)
菅原 正（すがわら まこと、1962年 - ）は、日本の映像作家、アニメーター。千葉県船橋市出身。
主に、NHKの音楽番組「みんなのうた」などのアニメーションを制作している。

## 作成作品一覧

### みんなのうた
- ◆は、5分間1曲枠の楽曲（ロングのうた）。
- モーニング娘。のひょっこりひょうたん島 / モーニング娘。（2003年2月・3月放送）